# タイ学資ローン基金機構
タイ学資ローン基金機構 (タイ語:กองทุนเงินให้กู้ยืมเพื่อการศึกษา タイ語略称:กยศ.、英語：Thailand's Student Loan Fund）は、タイ内閣財務省管轄の公共機関。1999年に創設。 

## 概要
タイ学資ローン基金機構は財務省管轄の基金であり、学生のために学資を貸与することを目的にした機構である。

## 歴史
基金自体は1996年1月16日に設置された。さらに1999年6月24日、財務省の管轄下の機構として組織化された。
2009年の規則によると、学費、生活費を含めた貸与額は以下のようになる。
- 高校課程 26,000 バーツ/年
- 大学課程 84,000‐174,000 バーツ/年 （専攻によって異なる。）

## 本社所在地
バンコク フワイクワーン区 ラーマ9世通り ソーイ・タウィミット63  2号館16階
（ชั้น 16 อาคาร 2 เลขที่ 63 ซอยทวีมิตร ถนนพระราม 9 เขตห้วยขวาง กทม. 10310）

## 関連事項
- 財務省 (タイ)